# Арлекино
Арлекино, по-рядко Арлекин (на италиански: Arlecchino; на френски: Arlequin) е един от най-типичните и популярни персонажи от италианската Комедия дел арте. Той е най-известната маска на италианския площаден театър.
Илюстрации на Арлекино датират от 1572, но със сигурност съществува от по-рано. Произходът на името е неизвестен, има многобройни теории за това. Една от тях е, че идва от творбата на Данте Алигиери „Ад“ – един от дяволите се казва Аликино. Друга теория е, че идва от името на скандинавски народен герой, Арленкьониг. Някои дори считат, че името означава малкият Херкулес.

## Облекло
Маската на Арлекино е с малки цепки за очите и е изработена от черна кожа. Брадата и веждите на маската са гъсти и разрошени и има голяма брадавица на носа. Костюмът му е от дрипи, съшит от много кръпки в ромбовидна форма от много цветове, предимно синьо, червено, зелено и жълто. Носи мека шапка, на върха на която стои животинска опашка или перо. На сцената излиза с шутовска пръчка. Обут е в леки и удобни обувки, които му позволяват да прави акробатични номера.

## Характер и поведение
Той е слуга от Бергамо. Арлекин е весел и наивен, не много умен, и не толкова ловък и повратлив като Бригела. Често върши глупости, и е мързелив, избягва работата, приказлив е, но в същото време учтив и скромен. Бригела възхищава с ловкост, а Арлекино предизвиква съчувствие със смешните си неприятности и несгоди.